# Brian Zoubek
Brian Zoubek (nacido el 6 de abril de 1988 en Haddonfield, Nueva Jersey) es un exjugador de baloncesto estadounidense. Con 2,16 metros de estatura, jugaba en la posición de pívot.

## Trayectoria deportiva

### High School
En el Instituto Haddonfield Memorial, Zoubek lideró a los Bulldogs a un récord de 110 victorias y 10 derrotas en cuatro años, ganando tres campeonatos consecutivos. Fue incluido en el cuarto equipo del Parade All-America de 2006, en el Jordan All-America, dos veces en el primer equipo estatal por el Newark Star-Ledger, tres veces en el mejor equipo de la conferencia y seleccionado en el All-South Jersey, además de ser nombrado Jugador del Año del estado de Nueva Jersey en 2006. Zoubek promedió 24.7 puntos, 12.3 rebotes y 4.2 tapones por partidos en su año sénior. En 2003 fue galardonado con el MVP del Eddie Griffin Challenge Game.

### Universidad
Zoubek debutó en la Universidad de Duke con los Blue Devils con dos partidos anotando en dobles figuras, ante UNC Greensboro y Columbia. En su primera campaña en Duke promedió 3.1 puntos, 2.2 rebotes y 7.1 minutos de juego en 32 encuentros. En el verano de 2007 se rompió el quinto metatarso del pie izquierdo en un partidillo, y, tras la operación, tuvo que andar con muletas hasta finales de año. En enero de 2008 se volvió a romper el pie izquierdo, esta vez en un entrenamiento. Los médicos se dieron cuenta de que su pie no se había curado y tuvo que pasar de nuevo por el quirófano. Zoubek logró su primer doble-doble el 24 de febrero de 2008, con 11 puntos y 13 rebotes frente a St. John's. 
En su año sénior, Zoubek promedió 5.5 puntos y 7.7 rebotes por partido, y fue campeón de la NCAA. En febrero de 2010 capturó 17 rebotes, siendo la mejor marca reboteadora en su carrera, y finalizó la temporada como el 12.º máximo reboteador de la Atlantic Coast Conference y promediando 16.8 rebotes por 40 minutos de juego. Zoubek dejó los Blue Devils como cuarto reboteador ofensivo (276) en la historia de la universidad y en su último año logró el récord de más rebotes ofensivos en una temporada con 145. Fue incluido en el equipo académico de la conferencia en sus tres últimas campañas.

#### Estadísticas
| Temporada | Equipo           | Partidos | Pts. | Reb. | Asts. | Rob. | Tap. | %TC  | %T3  | %TL  | Min. | Pér. |
| --------- | ---------------- | -------- | ---- | ---- | ----- | ---- | ---- | ---- | ---- | ---- | ---- | ---- |
| 2006–07   | Duke Blue Devils | 32       | 3.1  | 2.2  | 0.2   | 0.1  | 0.3  | .524 | .000 | .667 | 7.3  | 1.2  |
| 2007–08   | Duke Blue Devils | 25       | 3.8  | 3.4  | 0.5   | 0.4  | 0.7  | .594 | .000 | .448 | 10.5 | 0.8  |
| 2008–09   | Duke Blue Devils | 36       | 4.1  | 3.7  | 0.4   | 0.4  | 0.8  | .575 | .000 | .828 | 11.9 | 0.7  |
| 2009–10   | Duke Blue Devils | 40       | 5.6  | 7.7  | 1.0   | 0.7  | 0.8  | .638 | .000 | .551 | 18.7 | 1.2  |

### Profesional
Zoubek no fue seleccionado por ningún equipo en el Draft de la NBA de 2010, aunque el 1 de julio de 2010 firmó un contrato con New Jersey Nets. El 22 de octubre de 2010 fue cortado por los Nets.